# Scott Lost
Pour les articles homonymes, voir Epperson et Lost.
Scott Epperson, né le 8 juin 1980,  plus connu sous le nom de ring de Scott Lost, est un catcheur à la retraite américain. Il est surtout connu pour son travail à la Pro Wrestling Guerrilla, dont il est l'un des cofondateurs et où il est cinq fois champion du monde par équipe.

## Carrière dans le catch

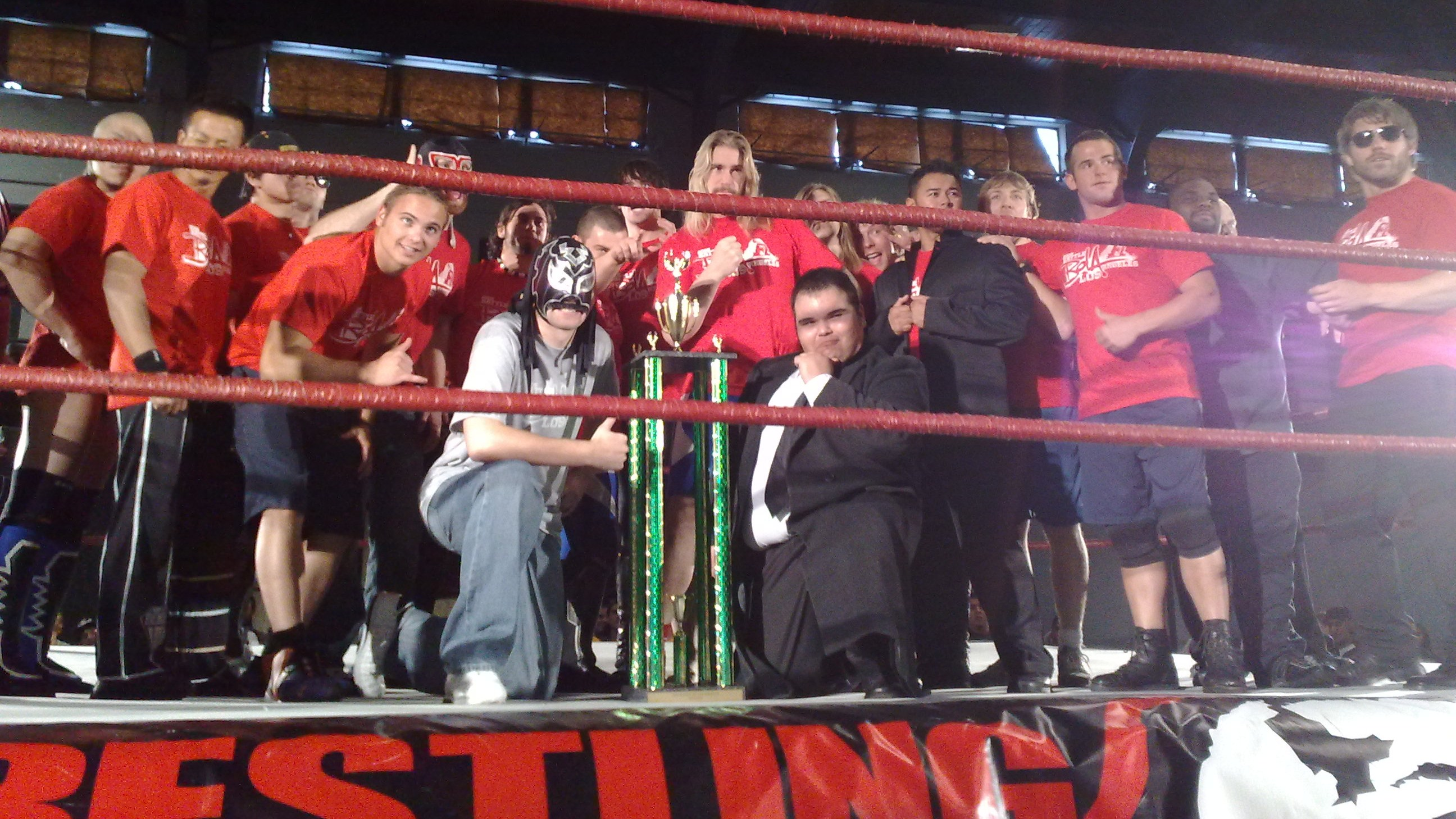
Les participants au spectacle BOLA 2008 Night 1 de Pro Wrestling Guerrilla le 1er novembre 2008. Les participants visibles sur la photo incluent Nick Jackson, Chris Hero, Roderick Strong, Joey Ryan, Scott Lost, El Generico, Masato Yoshino, Austin Bélier, Kenny Omega, Davey Richards et Bryan Danielson.

En mai 2003, Scott Lost, Disco Machine (en), Excalibur, Joey Ryan, Super Dragon et Top Gun Talwar, connus collectivement sous le nom des « PWG Six », fondent la promotion Pro Wrestling Guerrilla en Californie du Sud. Lost commence sa carrière dans l'entreprise en tant que membre de la X-Foundation avec Billy Kim et « The Technical Wizard » Joey Ryan. Ils catchent lors du premier spectacle de la promotion le 26 juillet 2003, perdant contre Adam Pearce, Hardkore Kidd (en) et Al Katrazz. Lost participe ensuite au tournoi Badass Mother 3000, mais est battu au premier round par Frankie Kazarian. Lost fait équipe avec Ryan lors du tournoi 
Tango & Cash Invitational, mais ne réussissent pas à remporter l'or et sont battus en demi-finale pas Super Dragon et American Dragon. Ils remportent toutefois le championnat du monde par équipe de la PWG lors du spectacle suivant en battant les champions inauguraux Homicide et B-Boy, mais les perdent le mois suivant contre Chris Bosh et Quicksilver (en). Trois mois plus tard, ils les récupèrent contre Super Dragon et Excalibur. Leur règne n'est pas chanceux et la X-Foundation perd un bon nombre de ses matchs. Lost mets cela sur le dos de Bryan et ont un match de l’échelle pour déterminer qui remporte les ceintures par équipe. Lost gagne le match et choisit Chris Bosh comme partenaire. L'équipe prend le nom d'« Arrogance ». Ils ont une série de domination et deviennent l'équipe ayant tenu le titre le plus longtemps ces titres à la PWG, jusqu'à ce que les Young Bucks brisent ce record en 2009. Pendant ce règne, Lost se rapproche à nouveau de son ancien partenaire Joey Ryan. Lost l'aide, avec Chris Bosch, à gagner la plupart de ses matchs, surtout après qu'il a remporté le championnat du monde de la PWG. Arrogance perd les titre contre Quicksilver et Scorpio Sky, dans un match titres contre masques. Même si Lost n'a pas gagné, il attaque Sky après le match et le démasque, commençant une feud qui se termine dans un I Quit match violent lors de Chanuka Chaos (The C's Are Silent), où Sky réussit à faire abandonner Lost.
Au début de l'année 2006, Scott Lost essaie à nouveau de remporter le championnat par équipe avec Bosh. Ils affrontent les champions Super Dragon et Davey Richards le 19 février, lors de European Vacation - England, dans un effort perdant. Dans un match retour, lors de Enchantment Under the Sea, le 20 mai, avec l'aide de Joey Ryan et de Scorpio Sky, les deux regagnent les titres. Les quatre hommes forment une stable appelée « The Dynasty ». Ils conservent les titres jusqu'au 6 octobre quand ils les perdent face à Super Dragon et B-Boy.
L'année 2008 démarre avec la consécration de Lost et Ryan en tant que champions, après que Super Dragon et Davey Richards ont échoué à défendre le titre à trois occasions. Lors de leur première défense, ils battent les Young Bucks. Le 21 mars, Lost et Ryan perdent les titres contre Kevin Steen et El Generico. Le reste de l'année, il bat TJ Perkins pour devenir le champion poids léger de l'Alternative Wrestling Show (AWS) et Scorpio Sky pour le championnat poids lourd de l'AWS. Par la suite, Lost met souvent en jeu les deux titres dans la même soirée. Jusqu'au spectacle Battle of Los Angeles de 2009, il obtient une série de victoires contre El Generico, Colt Cabana, Human Tornado (en) et Joey Ryan dans des matchs en solo, mais perd contre le gagnant de l'événement, Kenny Omega, lors des quarts de finale pour remporter le titre de champion du monde de la PWG, alors vacant.
Le 29 janvier 2010, Lost travaille pour la Ring of Honor, lorsque celle-ci débute à Los Angeles, lors de la convention WrestleReunion 4 (en). Il s'allie à Scorpio Sky mais perdent contre Colt Cabana et El Generico. Lors du spectacle suivant de la PWG, le soir d'après, Lost et Ryan perdent contre le vétéran japonais The Great Muta et l'étoile montante Kai dans un match par équipe.
Le 28 juin, la PWG annonce que Lost participera à son match de départ à la retraite le 30 juillet lors du spectacle du septième anniversaire de la fédération, contre son rival de longue date, Scorpio Sky. Cette soirée-là, Lost est battu par Sky. Maintenant que sa carrière dans le catch est terminée, Epperson annonce son intention de devenir un auteur de comics à temps plein.

## Palmarès
- Alternative Wrestling Show
  - AWS Heavyweight Championship (1 fois)[27]
  - AWS Lightweight Championship (1 fois)[27]
  - AWS Tag Team Championship (2 fois) - avec Joey Ryan[28]

- Battle Ground Pro Wrestling
  - BGPW Heavyweight Championship (1 fois)[29]

- California Wrestling Alliance
  - CWA Tag Team Championship (1 fois) - avec Joey Ryan[29]

- Golden State Championship Wrestling
  - GSCW Light Heavyweight Championship (2 fois)[29]

- Pacific Coast Wrestling
  - PCW Tag Team Championship (1 fois) - avec Joey Ryan[29]

- Pro Wrestling Guerrilla
  - PWG World Tag Team Championship (5 fois) - avec Joey Ryan (3) et Chris Bosh (2)[27]

- Pro Wrestling Illustrated
  - Classé 222e du classement PWI 500 en 2009[30]

- SoCal Uncensored (en)
  - Match de l'année (2005), avec Chris Bosh, contre Quicksilver (en) et Scorpio Sky, le 9 juillet, lors de The 2nd Annual PWG Bicentennial Birthday Extravaganza - Night One[31]
  - Catcheur s'étant le plus démarqué (2008, 2009)[32]
  - Équipe de l'année (2002) avec Joey Ryan[29]
  - Équipe de l'année (2005) avec Chris Bosh[31]
  - Catcheur de l'année (2008)[33]

- World Class Wrestling Alliance
  - WCWA Tag Team Championship (1 fois) - avec Joey Ryan[34]

- World Pro Wrestling
  - WPW Cruiserweight Championship (1 fois)[29]
  - WPW Tag Team Championship (1 fois) - avec Joey Ryan

### Résultats deLuchas de Apuestas
| Vainqueur (enjeu)                         | Perdant (enjeu)                   | Lieu                    | Spectacle     | Date           | Notes et sources |
| ----------------------------------------- | --------------------------------- | ----------------------- | ------------- | -------------- | ---------------- |
| Quicksilver (en) et Scorpio Sky (masques) | Scott Lost et Chris Bosh (titres) | Los Angeles, Californie | Spectacle PWG | 9 juillet 2005 | [ 11 ]           |